# بنگال

سرزمین بنگال شامل بنگلادش، بنگال غربی، تریپورا

بَنگال یا بنگاله منطقه‌ای تاریخی، فرهنگی و قوم‌زبان‌شناختی در شرق شبه‌قاره هند است که امروزه میان بنگلادش و ایالت بنگال غربی در هند تقسیم شده است.
بنگال ناحیه و ایالتی از هند مستعمراتی بود که پس از آزادی شبه قاره هند، به دو بخش ایالت بنگال غربی در هند، و پاکستان شرقی تقسیم شد و سپس پاکستان شرقی به نام بنگلادش استقلال یافت. این ناحیه در کنار خلیج بنگال قرار گرفته و بیشتر آن در دلتای رودهای گنگ و براهماپوترا بین بیهار و آسام واقع است. جنگل‌های هیمالیا در شمال و جنگل‌های سوندروان در جنوب آن است.
البته بنگاله را نباید با مناطق بنگالی‌نشین اشتباه گرفته شود. بنگلادش بزرگ شمال بخش بزرگ‌تری از بنگاله است که با مساحت حدود ۲۵۰ هزار کیلومترمربع دارای بیش از ۲۵۰ میلیون نفر جمعیت است و با تراکم بیش از هزار نفر در کیلومترمربع، یکی از پرتراکم‌ترین مناطق جهان است.
این منطقه از دیرباز محل استقرار تمدن‌هایی کهن چون پادشاهی ونگا بوده و پیشینه‌ای بیش از سه هزار سال دارد. در سدهٔ هشتم میلادی، امپراتوری پالا در بنگال شکل گرفت و در گسترش فرهنگ بودایی و توسعهٔ معماری و هنر نقش بسزایی ایفا کرد. در دوران گورکانیان، بنگال به‌دلیل وفور منابع و قدرت اقتصادی، «بهشت ملت‌ها» نام گرفت و مرکز مهم بازرگانی فرامرزی، به‌ویژه در زمینهٔ پارچه‌هایی مانند مسلین بود. در سده‌های بعد، با قدرت‌گیری نواب‌های بنگال و گسترش نفوذ شرکت‌های اروپایی چون کمپانی هند شرقی، این منطقه همچنان مرکز بازرگانی برجسته‌ای باقی ماند.
امروزه، بنگال غربی و بنگلادش از لحاظ فرهنگی و علمی جایگاه مهمی در جهان دارند و چهره‌هایی از این منطقه موفق به دریافت جایزه نوبل در حوزه‌هایی چون اقتصاد و صلح شده‌اند. جمعیت بنگال حدود ۲۷۰ میلیون نفر است و این منطقه یکی از پرتراکم‌ترین نواحی مسکونی جهان به‌شمار می‌آید. جغرافیای آن شامل دلتای گنگ-براهماپوتره، جنگل‌های حرا در سندربانز، ساحل کوکس بازار و نواحی کوهستانی در شرق می‌شود.
زبان بنگالی از ریشه‌های سانسکریت و پراکریت میانی برخاسته و با بیش از ۲۳۰ میلیون گویش‌ور، از پرگویش‌ترین زبان‌های دنیا است. جنبش زبان بنگالی در سال ۱۹۵۲ در بنگلادش رخ داد و به بنیان‌گذاری روز جهانی زبان مادری انجامید. فرهنگ و هنر بنگال بسیار متنوع و غنی است و شامل گونه‌هایی مانند موسیقی بائول، ربندرسانگیت و نازرول گیتی، نقاشی سنتی کالایگات، معماری سفالی بنگال و پارچه‌های سنتی مانند جامدانی می‌شود. این ویژگی‌ها، بنگال را به یکی از مهم‌ترین مراکز تمدن، هنر و اندیشه در جنوب آسیا تبدیل کرده‌اند.

## نام

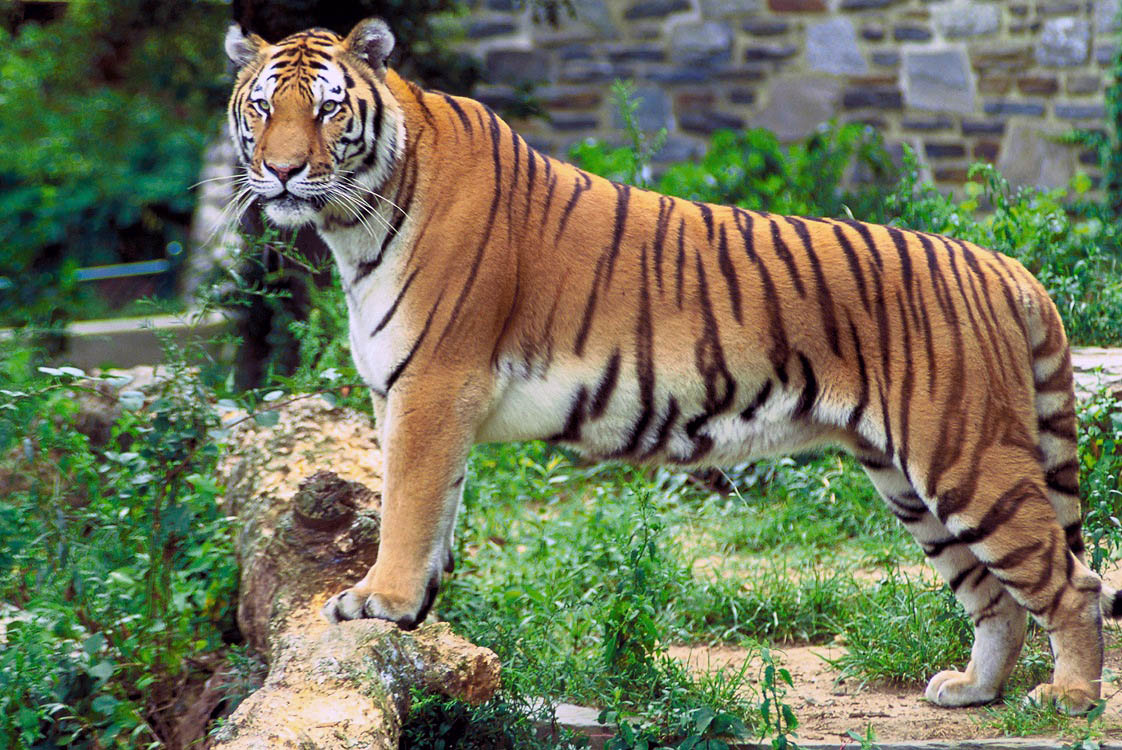
ببر بنگال

نام بنگال یا بنگاله از کلمه «بنگا» یا «ونگا» برگرفته است. از این قوم غیر آریایی در متون حماسی قدیم به زبان سانسکریت و کتب مذهبی هندوان و همچنین ادبیات بودایی (میلندا پنهو) یاد شده است. در گذشت زمان این نام بر روی سرزمینی گذاشته شد که این قوم در آن می‌زیست. بنگای (بنگال) در دوران پادشاهان پال و سین ناحیه کم وسعتی در ساحل شرقی رود گنگ و دلتای آن در جنوب بنگال کنونی بود. بنگال غربی را رادها و بنگال شمالی را پوندرا وردهن می‌نامیدند. بر این نواحی، وریندرا و لکهنوتی را نیز باید افزود. بخشی از بنگال شمالی و غربی را گور نیز می‌گفتند. اما گاهی این نام بر سراسر بنگال گفته می‌شد. قلمرو راجه‌های پادشاهان سین بخشی بسیار بزرگ از بنگال را شامل بود، اما این راجه‌ها همواره گوری سور (پادشاهان گور) خوانده می‌شدند. نویسندگان مسلمان قدیم، بنگال جنوبی را بنگ یا بنگا می‌نامیدند.

## فرهنگ
این منطقه دارای فرهنگ غنی می‌باشد از افراد مهم فرهنگی آن می‌توان افراد زیر را نام برد:
رابیندرانات تاگور شاعر، فیلسوف، موسیقیدان و چهره‌پرداز اهل بنگال هند بود. نام‌آوریش بیشتر از برای شاعری اوست. وی نخستین آسیایی برنده جایزه نوبل بود. پدرش دبندرانات (مهاریشی) و مادرش سارادادیوی نام داشت. پدر تاگور غزلهای حافظ را از برداشت و به اشعار فارسی علاقه وافری داشت او خود را متعلق به سرزمین ایران می‌دانست. به تاگور لقب گوردیو (Gurdev) به معنای پیشوا داده‌اند. وی از سردمداران دیرین و مدافعان سرسخت استقلال هندوستان به‌شمار می‌آید. رابیندرانات تاگور بزرگ‌ترین شاعر ایالت بنگال است، که به دو زبان هندی و بنگالی شعر می‌سرود و اشعار خود را به انگلیسی نیز ترجمه می‌کرد. هم سرود ملی هند و هم سرود ملی بنگلادش از تصنیف‌های تاگور است.

## تاریخ

### دوران باستان
نشانه‌هایی از استقرار جوامع نوسنگی در نقاط مختلف بنگال کشف شده است. در هزارهٔ دوم پیش از میلاد، گروه‌هایی در این منطقه به کشت برنج مشغول بوده‌اند. تا سدهٔ یازدهم پیش از میلاد، مردم در خانه‌هایی منظم زندگی می‌کردند، اشیای مسی می‌ساختند و سفالینه‌های سیاه و قرمز تولید می‌کردند. بقایای سکونت‌گاه‌هایی از عصر مس در بنگال یافت شده است. با آغاز عصر آهن، استفاده از ابزار و سلاح‌های آهنی و تجهیزات آبیاری در منطقه رواج یافت. از حدود ۶۰۰ پ.م. موج دوم شهرنشینی در بنگال شکل گرفت که با فرهنگ ظروف سیاه براق شمالی همراه بود. شهرها و محوطه‌های باستانی چون دیهار، پاندو راجار دهیبی، مهاستنگاره، چاندراکتوگَر و ویرانه‌های واری-باتشوَر در این دوره شکوفا شدند. رودهای گنگ، براهماپوترا و مگنا مسیرهای طبیعی برای ارتباط و حمل‌ونقل بودند و خورها در خلیج بنگال امکان بازرگانی دریایی با جنوب شرق آسیا و دیگر مناطق را فراهم می‌کردند.
بنگال در دوران باستان به چند ناحیه تقسیم می‌شد، از جمله وارِندرا، سوهما، آنگا، ونگا، سمتتا و هاریکلا. این مناطق یا مستقل بودند یا زیر سلطهٔ امپراتوری‌های بزرگ قرار داشتند. سنگ‌نبشتهٔ خط برهمی مهاستان نشان می‌دهد که بنگال در سدهٔ سوم پیش از میلاد بخشی از امپراتوری مائوریا بوده است. سکه‌های دارای نشان پانچ‌خورده نشان می‌دهند که در این دوران از سکه به‌عنوان واحد پول استفاده می‌شده است. نام بنگال برگرفته از پادشاهی کهن ونگا است که به‌عنوان قدرتی دریایی با مستعمرات برون‌مرزی شناخته می‌شد. شاهزاده‌ای از بنگال به‌نام ویجایا نخستین پادشاهی سری‌لانکا را بنیان نهاد. دو امپراتوری سراسری این دوره یعنی مائوریان و گوپتا، بنگال را دربر گرفتند. این منطقه مرکز اندیشه‌های هنری، اجتماعی، سیاسی و علمی بود؛ اختراعاتی چون شطرنج، اعداد هندی و مفهوم صفر از این دوران برخاسته‌اند.
در متون یونان باستان و روم، بنگال با نام گانگاریدای شناخته می‌شد. سفیر یونانی مگاستنس از قدرت نظامی آن، به‌ویژه فیل‌های جنگی، یاد کرده است. گزارش‌ها دربارهٔ گانگاریدای موجب شد که لشکر اسکندر مقدونی در سال ۳۲۵ پ.م. از ورود به آن صرف‌نظر کند. در سدهٔ اول میلادی، سکه‌های رومی با تصویر هرکول در منطقه یافت شده‌اند که حاکی از ارتباط تجاری با مصر روم از راه دریای سرخ است. محوطهٔ واری-باتشور احتمالاً همان مرکز تجاری «سوناگورا» است که بطلمیوس جغرافی‌دان رومی از آن نام برده است. همچنین آمفوری رومی ساخته‌شده در ایلانا (عقبهٔ کنونی در اردن) مربوط به سده‌های ۴ تا ۷ میلادی، در پوربا مدینی‌پور کشف شده است.
نخستین دولت یکپارچهٔ بنگالی با سلطنت شاشانکا پدید آمد. خاستگاه گاه‌شمار بنگالی نیز به دوران او بازمی‌گردد. وی پادشاهی گَئودَ را بنیاد نهاد. پس از مرگ او، دوره‌ای از جنگ‌های داخلی موسوم به ماتسیانیایام آغاز شد. شهر باستانی گئودَ بعدها به خاستگاه امپراتوری پالا تبدیل شد. نخستین شاه پالایی، گوپالا اول، با رأی سران محلی برگزیده شد و سلسله‌ای نیرومند را بنیان نهاد. در دوران پالا، علوم زبان‌شناسی، پیکرتراشی، نقاشی و آموزش پیشرفت کرد. این امپراتوری در دوران دهرمپالا و دوپالا به اوج گستردگی رسید. پالایی‌ها برای کنترل کنوج با دودمان‌های گورجارا-پراتیهارا و راشتراکوتا درگیر بودند و نفوذشان به تبت و سوماترا نیز رسید. دانشگاه نالاندا به‌دست ایشان بازسازی شد و صومعهٔ سومَپورا، بزرگ‌ترین مجموعهٔ آموزشی صومعه‌ای در شبه‌قاره، به‌دست آنان ساخته شد. پس از فروپاشی این امپراتوری، سلسله چاندرا در جنوب شرق بنگال و آراکان حکومت کرد. سلسله وارمان نیز بر شمال شرق بنگال و آسام سلطه یافت. در سدهٔ یازدهم، سلسله سنا جانشین اصلی پالایی‌ها شد و دولتی هندو به‌وجود آورد. همچنین دودمان کوچک‌تری به‌نام سلسله دوا بر بخش‌هایی از منطقه فرمان می‌راند. زائران چینی مانند هیوان تسنگ گزارش‌های مفصلی از شهرها و نهادهای آموزشی بنگال به‌جا گذاشته‌اند.
پس از فروپاشی ساسانیان و تسلط اعراب بر راه‌های تجاری ایران، دادوستد مسلمانان با بنگال گسترش یافت، به‌ویژه در نواحی جنوب‌شرقی منطقه که در شرق رود مگنا قرار داشت. بنگال احتمالاً گذرگاهی برای سفرهای مسلمانان به چین بوده است. سکه‌های عباسیان در ویرانه‌های صومعهٔ سومَپورا و مایناماتی کشف شده‌اند. همچنین مجموعه‌ای از سکه‌های ساسانی، اموی و عباسی در موزهٔ ملی بنگلادش نگهداری می‌شود.

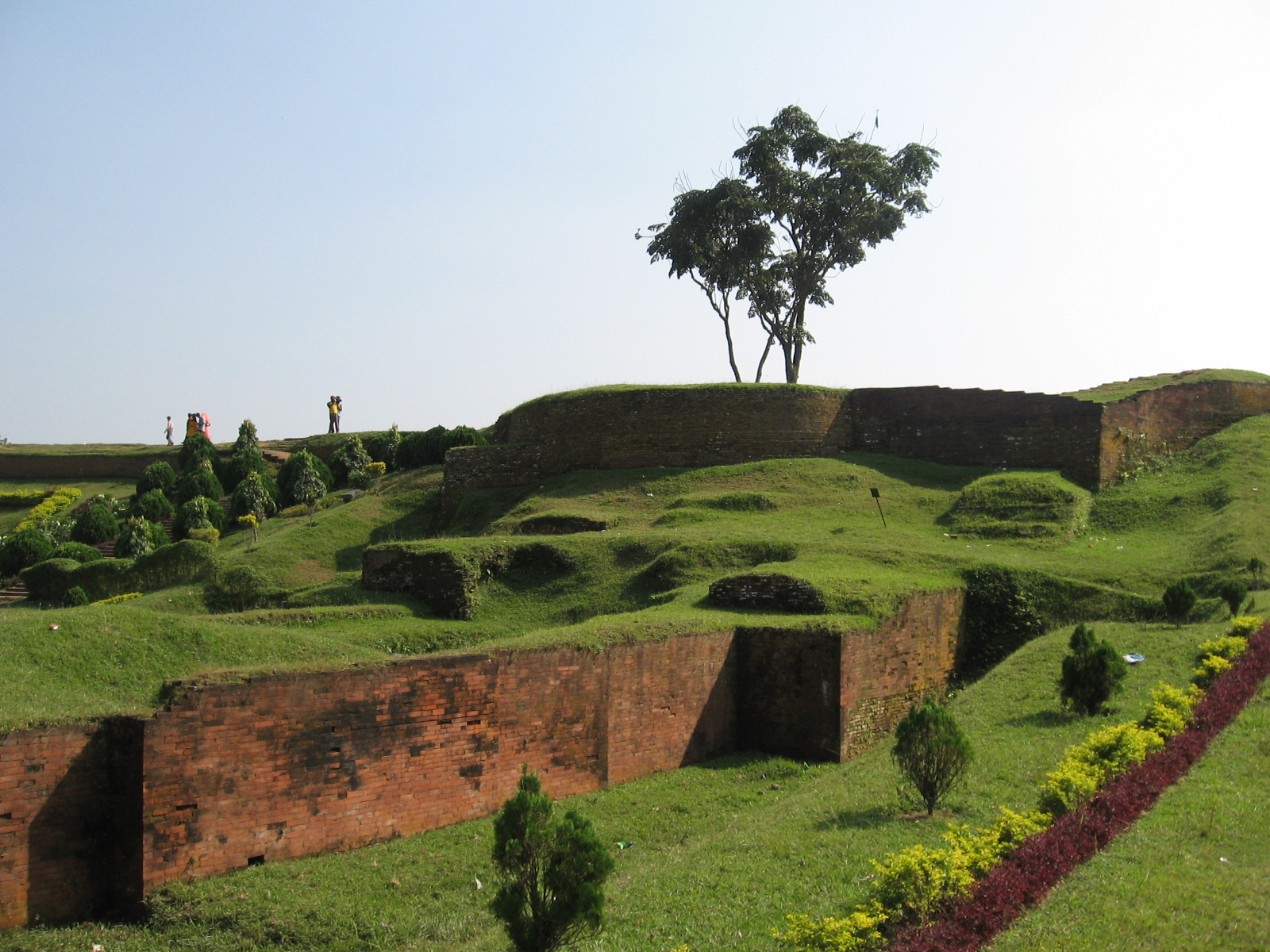
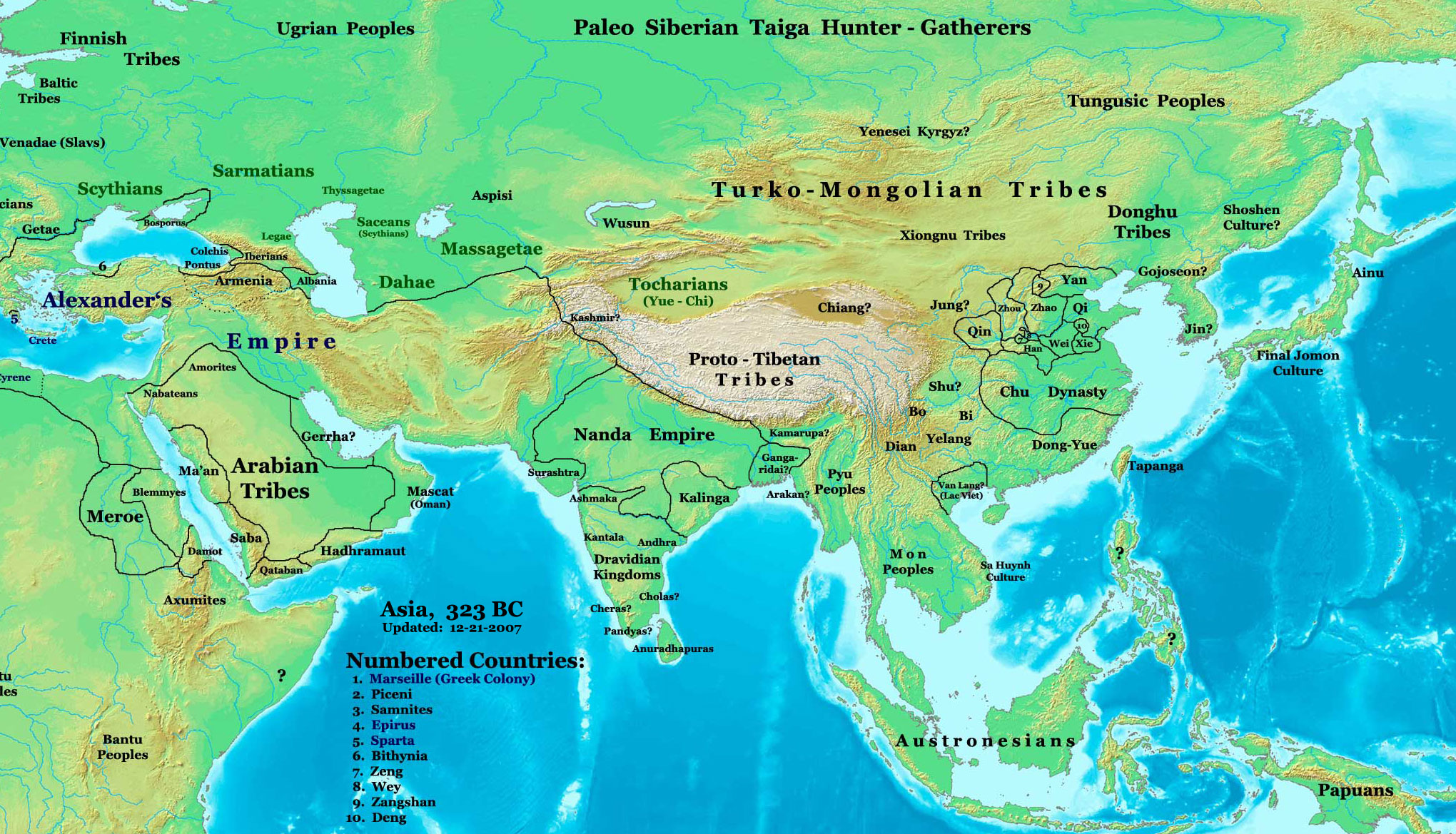